# Аррапха
Аррапха (Аррапхэ) — древнее хурритское царство восточнее Ассирии и реки Тигр и одноимённая его столица  —  Аррафхэ (хурр. ари-на-хэ-ве, «Город, принадлежащий Дающим») или Ал-илани (акк. «Город богов») вблизи современного города Киркук в Ираке. 
Сведения об Аррапхе сохранились благодаря подробной документации, которая велась бежавшими из Вавилонии писцами. Царские и частные архивы обнаружены в городе Нузи. Население Аррапхи, занимавшееся сельским хозяйством, было объединено в крупносемейные общины, часть которых специализировалась на определённых видах ремёсел. Цари в Аррапхе пользовались ограниченной властью, сводившейся в основном к функции военачальника. В конце XIV века до н. э., после разгрома Митанни (своего единственного союзника в регионе) Ассирией, Аррапха, утратив самостоятельность, оказалась под властью ассирийских царей. В 615 году до н. э. Аррапха была захвачена мидийским царём Киаксаром.

## Цари Аррапхи
- Кипи-Тешуб — с середины XIV века до н. э.
- Итхи-Тешуб
- Хишми-Тешуб
- Муш-Тешуб

В 1300—1235 годах до н. э. завоёвано Вавилоном. В 1235—615 годах до н. э. под властью Ассирии. 
Ассирийские правители: 
- Бел-Илия — около 768 года до н. э.
- Иштар-Дуни ?
- Ашшур-Шаллимани
- Набу-бел-уцур

В 615 году до н. э. завоёвано Мидией.